# Felipe Anderson
Felipe Anderson Pereira Gomes (Santa Maria, 15 de abril de 1993) é um futebolista brasileiro que atua como meio-campista ou ponta-direita. Atualmente, joga no Palmeiras.

## Carreira

### Início
Em 2007, Felipe Anderson participou de um teste para jogar no Coritiba. O jogador foi aprovado e permaneceu no clube por seis meses.
Pouco tempo depois, aos 14 anos, Felipe Anderson participou de um teste para atuar no Santos. 
O meio-campista apresentou um grande futebol e garantiu a vaga. Amparado por seu talento, Felipe pulou algumas etapas dentro das categorias de base do clube. Ele era artilheiro, camisa 10 e capitão do time de juvenis do Santos quando ainda tinha idade para jogar na categoria infantil.

### Santos
Pelas divisões de base dos Santos, foi vice-campeão da Copa São Paulo de 2010 com o Peixe. No dia 2 de outubro de 2010, foi relacionado pela primeira vez para equipe profissional, em jogo contra o Palmeiras.
Marcou seu primeiro gol com a camisa da equipe alvinegra no dia 11 de fevereiro de 2011, na vitória do Santos por 2 a 0 em cima do Noroeste, pelo Campeonato Paulista.
Nesse mesmo ano, Felipe Anderson se uniu com os outros jovens do clube, como Neymar, Ganso, Alex Sandro e Danilo, para vencerem a Copa Libertadores da América de 2011. Contudo, Felipe só jogara uma vez durante toda a competição.

### Lazio

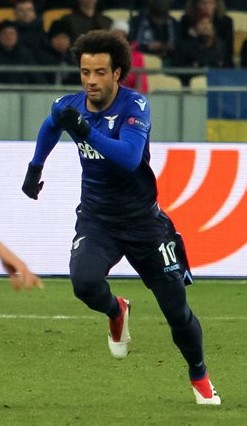
Felipe pela Lazio em 2018.

Pretendido há muito tempo pela Lazio, o Santos anunciou o acerto da venda de Felipe Anderson no dia 25 de junho de 2013. Pelo valor de de 7,8 milhões de euros, o jogador assinou um contrato de cinco anos no valor de 800 mil libras por ano.

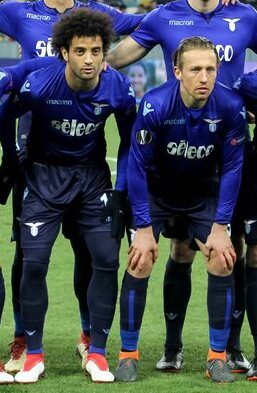
Felipe Anderson e Lucas Leiva pela Lazio.

Ele fez sua estreia com a nova camisa no dia 3 de outubro, num empate por 3 a 3 contra o Trabzonspor, em jogo válido pela Liga Europa da UEFA. Felipe atuou até os 79 minutos, quando foi substituído pelo senegalês Keita Baldé Diao.
Marcou seu primeiro gol com a camisa biancoceleste no dia 28 de novembro, numa vitória por 2 a 0 contra o Legia Varsóvia, em outro jogo válido pela Liga Europa.[carece de fontes?]
Em 18 de abril de 2016, Felipe Anderson fez seu jogo 100 pela Lazio na vitória sobre o Empoli por 2 a 0, no Estádio Olímpico de Roma.
Em 13 de agosto de 2017, Felipe conquistou seu primeiro título com a camisa biancoceleste: a Lazio venceu a Juventus por 2 a 3 na partida válida pela disputa da Supercopa da Itália de 2017. 
Felipe Anderson ao todo, realizou 176 jogos e 34 gols defendendo a esquadra biancocelesti em sua primeira passagem.

### West Ham

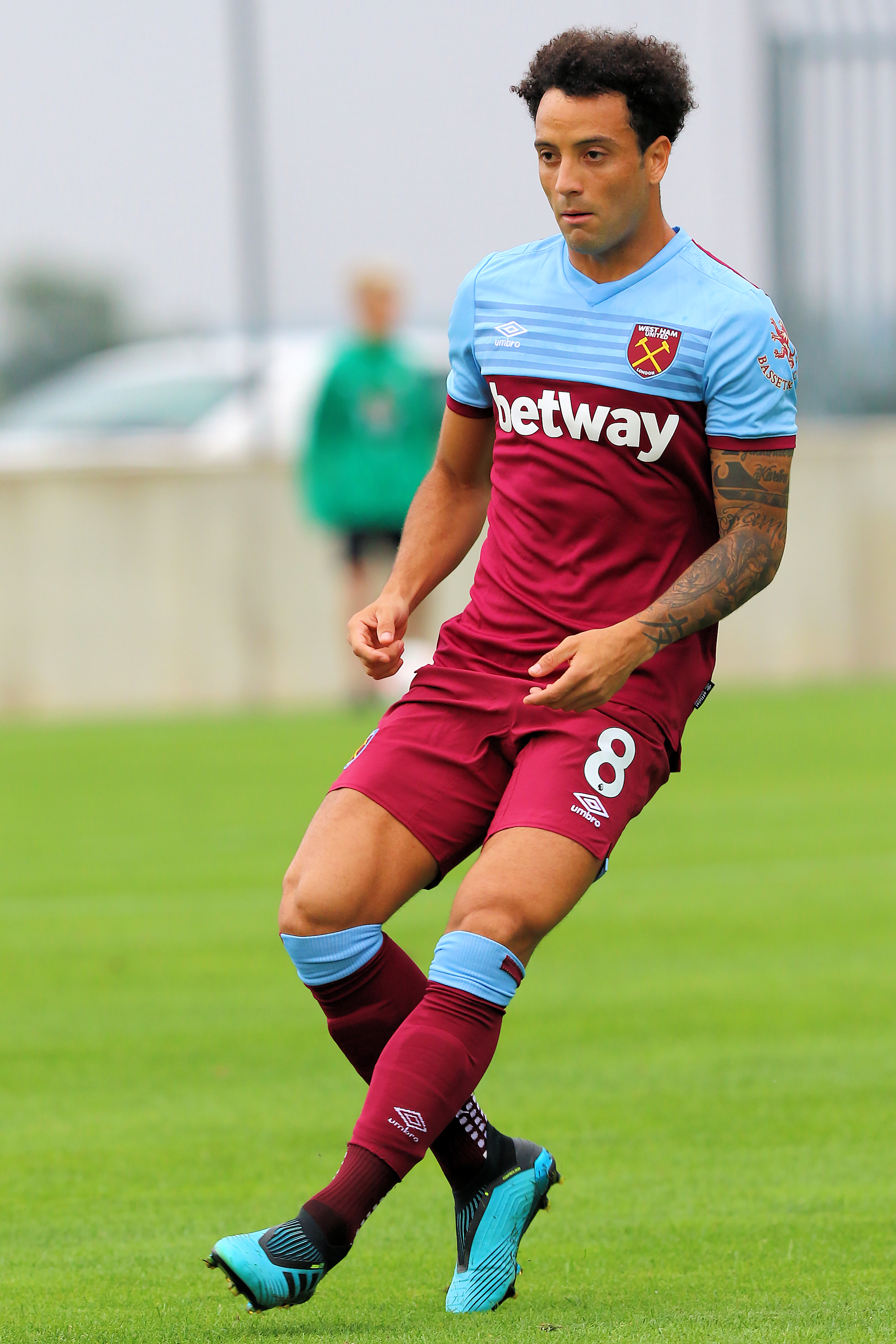
Felipe pelo West Ham.

No dia 15 de julho de 2018, Felipe Anderson assinou com o West Ham por 42 milhões de euros (182 milhões de reais).
A chegada de Felipe no time de Londres aconteceu pouco mais de um ano depois de Dimitri Payet deixar os Hammers para retornar à Marselha. O time de Manuel Pellegrini assinou com o meio-campista que foi chamado de "um dos talentos mais emocionantes da Europa" pelo próprio clube. Seu valor altíssimo fizera com que ele chegasse com expectativas igualmente elevadas, levando em consideração que seu antecessor também tinha tido performances muito formidáveis com a camisa do time inglês.
Felipe Anderson estreou-se pelo West Ham com uma vitória em um amigável de pré-temporada por 3-1 contra o Aston Villa em 25 de julho de 2018. 
Em 29 de setembro de 2018, Felipe Anderson marcou seu primeiro gol na Premier League pelo West Ham com uma finalização de calcanhar em uma vitória por 3-1 em casa contra o Manchester United.
Seguindo sua época na Liga Inglesa, o brasileiro obteve outro destaque já na segunda vez que balançou as redes. Contra o Burnley na 11ª rodada, Anderson marcou dois gols em sequência. Na partida seguinte, novamente pôde comemorar mais um tento, dessa vez diante o Huddersfield.

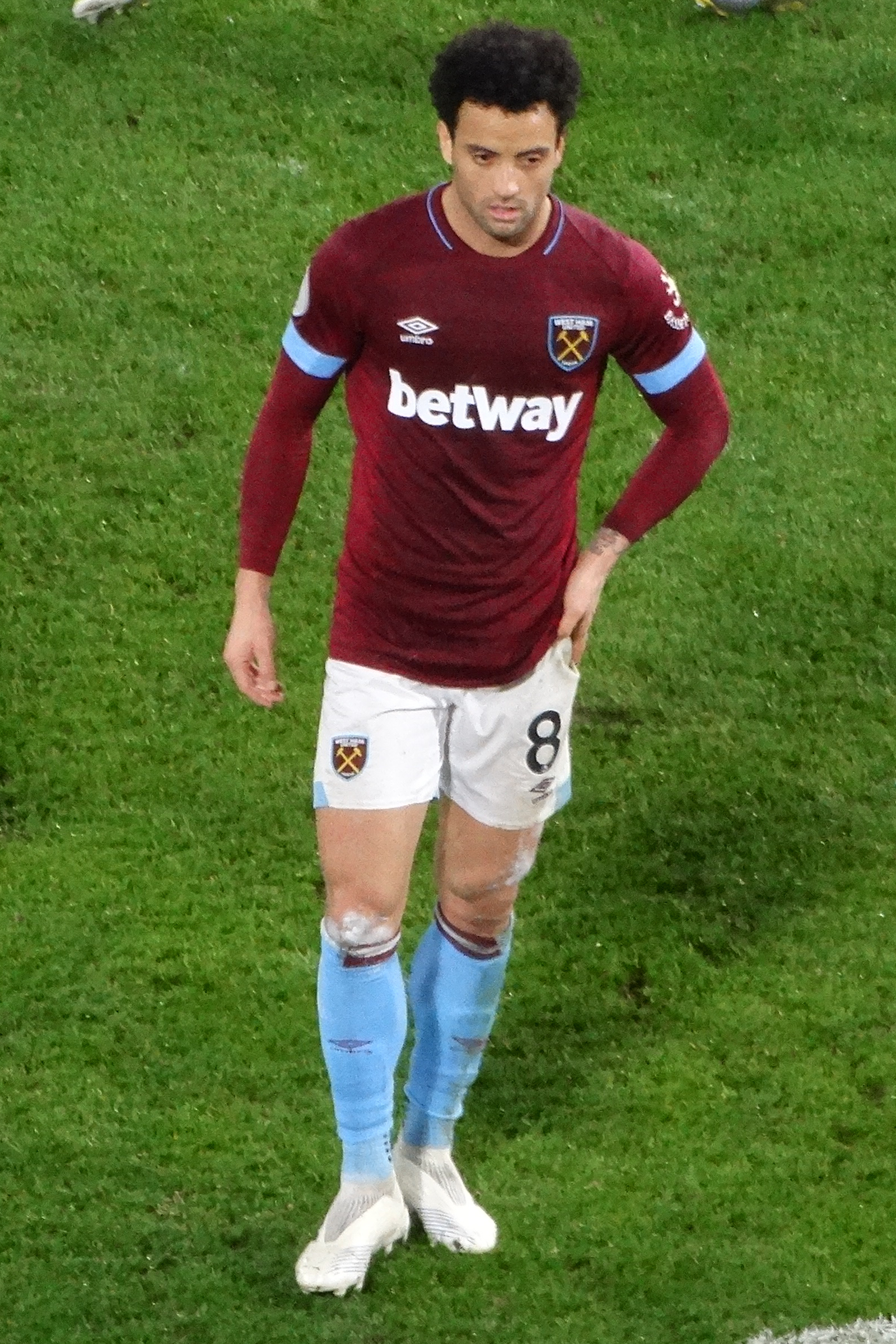
Felipe em 2019.

Após mais alguns jogos marcando gols, Felipe marcou seu último doblete contra o Southampton, na 19ª rodada da Premier League. Anderson marcou nove gols na liga em sua primeira temporada de futebol inglês, ajudando o West Ham a terminar em 10º na Premier League. 
Apesar do grande destaque na época anterior, Anderson começou seu segundo ano no time Londrino com menos destaque. Ele chegou a marcar um gol, o seu único, naquela edição de Premier League na 21ª jornada, quando participou da goleada de 4 a 0 diante o Bournemouth marcando uma vez. Após isso, lesionou-se no meio de janeiro de 2019, perdendo alguns jogos pelos Hammers até o mês seguinte.
Quando retornou, viu o time inglês firmar-se com outro jogador para sua posição. O argentino Manuel Lanzini havia tomado seu lugar na equipe titular e continuou assim enquanto o brasileiro estava ganhando alguns de seus primeiros minutos pós lesão. Somado a isso, Anderson novamente teve um problema que o afastou dos gramados logo no último mês de temporada.
Em setembro de 2020, após uma temporada irregular, o meio-campista teve seu nome vinculado ao Arsenal. A mídia inglesa estava colocando o seu nome ligado ao time de Mikel Arteta, mas o brasileiro optou por assinar com outra equipe, já que os Gunners também não avançaram com nenhuma proposta. O brasileiro chegou a fazer dois jogos na Premier League de 2020–21, mas foi negociado após realizar pouco menos do que um minuto em cada um desses jogos.
Após perder seu espaço na equipe, Felipe saiu do West Ham por empréstimo. O jogador fizera 72 partidas, onde marcou 12 gols e deu outras 12 assistências.

### Porto
A 6 de outubro de 2020, Felipe Anderson foi emprestado por uma temporada ao Porto. Ele fez sua estreia no Porto em 17 de outubro, substituindo Luis Díaz aos 59 minutos de um empate por 2-2 contra o Sporting.
Ao assinar com o Porto, Felipe afirmou que escolheu o time português por conta da participação deles na Liga dos Campeões. Ainda em sua primeira entrevista, também dissera que teve "frustração" pelo West Ham. Todavia, seus momentos no time lusitano foram ainda menores, com o brasileiro participando apenas de dez partidas. Seus dias em Portugal foram pouco brilhantes, já que, além da falta de sequência dada pelo treinador do time, também teve de conviver com lesões ao longo da época.

### Retorno a Lazio

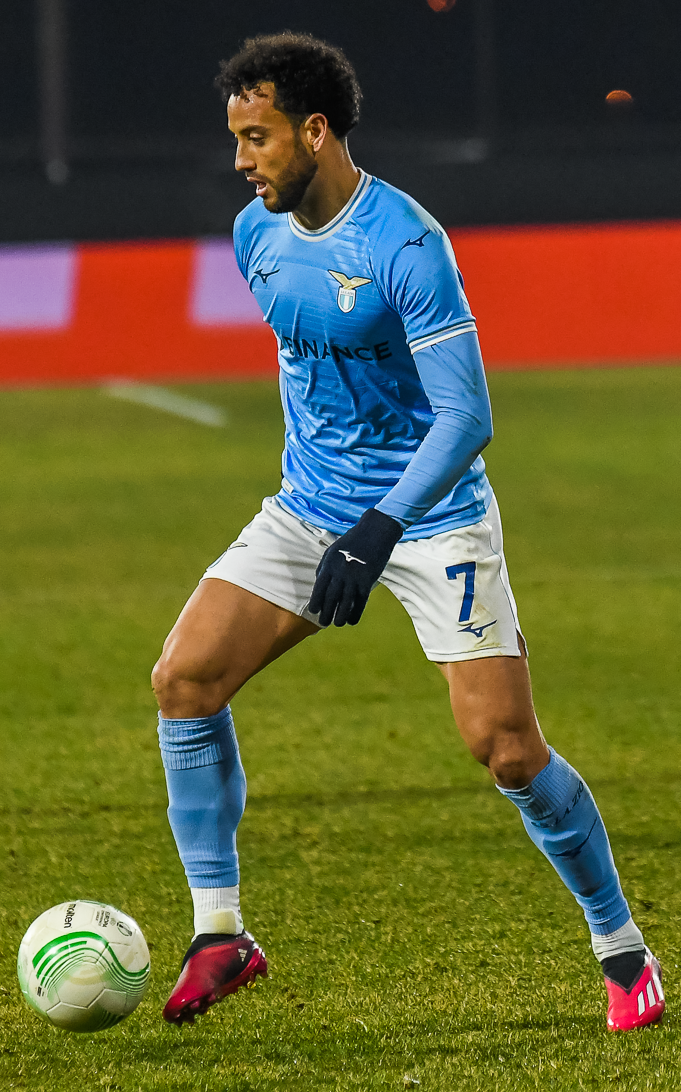
Felipe Anderson em 2023.

Depois de passar pelo Porto por empréstimo, a Lazio anunciou a compra e oficializou o retorno do jogador brasileiro ao time, a equipe italiana desembolsou cerca de três milhões de euros. O jogador assinou um contrato válido por quatro temporadas.
Felipe esteve nos 48 jogos da Lazio de 2021-22, nos 50 de 2022-23.
Em 16 de março de 2023, Felipe alcançou a marca de 50 gols com a camisa da Lazio, tornando-se o 17º maior goleador na história do clube.
No dia 28 de agosto de 2023, Felipe chegou a incrível marca de 100º jogos consecutivos pelo clube italiano.
Em 29 de dezembro de 2023, Felipe Anderson completou 300 partidas com a camisa da Lazio, na vitória por 3 a 1 contra o Frosinone pelo Campeonato Italiano.
Pouco antes do final da temporada 2023–24, o contrato do jogador estava se encerrando com o clube italiano. Por isso, o brasileiro atraiu o interesse de outros times e ficou muito próximo de atuar pela Juventus. Contudo, em uma reviravolta inesperada, o jogador decretou seu retorno ao Brasil ao assinar um pré-contrato com o Palmeiras.
| “                                                                               | Nossa equipe fez de tudo para mantê-lo. Mas, quando você encara escolhas que têm que ser feitas com o coração... Ele foi para o Palmeiras, perdendo dinheiro em relação ao que oferecemos a ele no contrato de cinco anos. Ele é o 3º jogador mais importante do nosso time hoje. Mas ele escolheu colocar sua vida no centro de um projeto, e não o dinheiro. Ele e sua família são pessoas muito boas. Tiro meu chapéu para ele. É um homem extraordinário e uma pessoa que jamais causou qualquer problema aqui. Ele é o filho que todos gostariam de ter. | ” |
| — Angelo Fabiani, diretor esportivo da Lazio, sobre a saída de Felipe Anderson. | |   |

### Palmeiras
Em 15 de abril de 2024, o Palmeiras anunciou a contratação de Felipe Anderson. O brasileiro ainda iria cumprir seus últimos meses de contrato com a Lazio, e rumaria ao Brasil em julho daquele ano para assinar em definitivo com o clube paulista até 2027. Foi apresentado oficialmente em 11 de julho de 2024, no Allianz Parque, estádio do clube, no pré-jogo de uma partida contra o Atlético Goianiense, válida pelo Campeonato Brasileiro; o jogador entrou em campo e saudou a torcida usando a camisa de número nove, escolhida após votação online organizada pelo próprio Palmeiras. Felipe estreou em 17 de julho de 2024, ele atuou cerca de 28 minutos no Rio de Janeiro, na partida de seu time contra o Botafogo, no Estádio Nilton Santos, em jogo válido pela 17ª rodada do Brasileirão. Felipe Anderson chegou com status de maior contratação do Palestra, porém ele teve um segundo semestre discreto. Foram 24 jogos (19 como titular), com apenas dois gols e duas assistências.
Em março de 2025, o Palmeiras mudou sua numeração, de camisa nove para a sete.

## Seleção Brasileira
Foi convocado para a Seleção Brasileira Sub-18 e pela Sub-20. Disputou o Pan de Guadalajara e foi campeão do Torneio Quadrangular Internacional, realizado na Argentina.
Em 2016, foi convocado pelo técnico Rogério Micale para fazer parte da Seleção Brasileira Sub-23 que disputou os Jogos Olímpicos RIO 2016, tendo conquistado a medalha de ouro do torneio.
Já em 2019 chegou a ser convocado, mas pouco jogou.

## Estatísticas
Atualizadas até 17 de outubro de 2020
| Equipe            | Temporada         | Campeonato nacional | Campeonato nacional | Copa nacional | Copa nacional | Competições continentais[a] | Competições continentais[a] | Outros torneios[b] | Outros torneios[b] | Total | Total |
| Equipe            | Temporada         | Jogos               | Gols                | Jogos         | Gols          | Jogos                       | Gols                        | Jogos              | Gols               | Jogos | Gols  |
| ----------------- | ----------------- | ------------------- | ------------------- | ------------- | ------------- | --------------------------- | --------------------------- | ------------------ | ------------------ | ----- | ----- |
| Santos            | 2010              | 5                   | 0                   | –             | –             | –                           | –                           | –                  | –                  | 5     | 0     |
| Santos            | 2011              | 18                  | 1                   | –             | –             | 1                           | 0                           | 10                 | 1                  | 29    | 2     |
| Santos            | 2012              | 35                  | 6                   | –             | –             | 6                           | 0                           | 12                 | 1                  | 53    | 7     |
| Santos            | 2013              | 3                   | 0                   | 3             | 0             | –                           | –                           | 15                 | 0                  | 21    | 0     |
| Santos            | Total             | 61                  | 7                   | 3             | 0             | 7                           | 0                           | 37                 | 2                  | 108   | 9     |
| Lazio             | 2013–14           | 13                  | 0                   | 2             | 0             | 5                           | 1                           | –                  | –                  | 20    | 1     |
| Lazio             | 2014–15           | 32                  | 10                  | 5             | 1             | –                           | –                           | –                  | –                  | 37    | 11    |
| Lazio             | 2015–16           | 35                  | 7                   | 2             | 0             | 9                           | 2                           | 1                  | 0                  | 47    | 9     |
| Lazio             | 2016–17           | 36                  | 4                   | 5             | 1             | –                           | –                           | –                  | –                  | 41    | 5     |
| Lazio             | 2017–18           | 21                  | 4                   | 4             | 1             | 7                           | 3                           | 0                  | 0                  | 32    | 8     |
| Lazio             | 2021–22           | 38                  | 6                   | 2             | 0             | 8                           | 1                           | –                  | –                  | 48    | 7     |
| Lazio             | 2022–23           | 8                   | 1                   | 0             | 0             | 3                           | 1                           | –                  | –                  | 11    | 2     |
| Lazio             | Total             | 183                 | 32                  | 20            | 3             | 33                          | 8                           | 1                  | 0                  | 236   | 43    |
| West Ham          | 2018–19           | 36                  | 9                   | 4             | 1             | –                           | –                           | –                  | –                  | 40    | 10    |
| West Ham          | 2019–20           | 25                  | 1                   | 3             | 0             | –                           | –                           | –                  | –                  | 28    | 1     |
| West Ham          | 2020–21           | 2                   | 0                   | 3             | 1             | –                           | –                           | –                  | –                  | 5     | 1     |
| West Ham          | Total             | 63                  | 10                  | 10            | 2             | 0                           | 0                           | 0                  | 0                  | 73    | 12    |
| Porto             | 2020–21           | 5                   | 0                   | 4             | 0             | 1                           | 0                           | –                  | –                  | 10    | 0     |
| Porto             | Total             | 5                   | 0                   | 4             | 0             | 1                           | 0                           | 0                  | 0                  | 10    | 0     |
| Total na carreira | Total na carreira | 312                 | 36                  | 37            | 5             | 41                          | 8                           | 38                 | 2                  | 434   | 64    |

- a. ^ Jogos da Copa Libertadores
- b. ^ Jogos do Campeonato Paulista

### Seleção Brasileira
Expanda a caixa de informações para conferir todos os jogos deste jogador, pela sua seleção nacional.
|    | Data                | Local                              | Resultado | Adversário | Gols | Competição |
| -- | ------------------- | ---------------------------------- | --------- | ---------- | ---- | ---------- |
| 1. | 7 de junho de 2015  | Allianz Parque, São Paulo, Brasil  | 2–0       | México     | 0    | Amistoso   |
| 2. | 23 de março de 2019 | Estádio do Dragão, Porto, Portugal | 1–1       | Panamá     | 0    | Amistoso   |

## Títulos
Santos
- Campeonato Paulista: 2011 e 2012
- Copa Libertadores da América: 2011[45]
- Recopa Sul-Americana: 2012

Lazio
- Supercopa da Itália: 2017

Seleção Brasileira
- Jogos Olímpicos: 2016